# Wapen van Lissabon

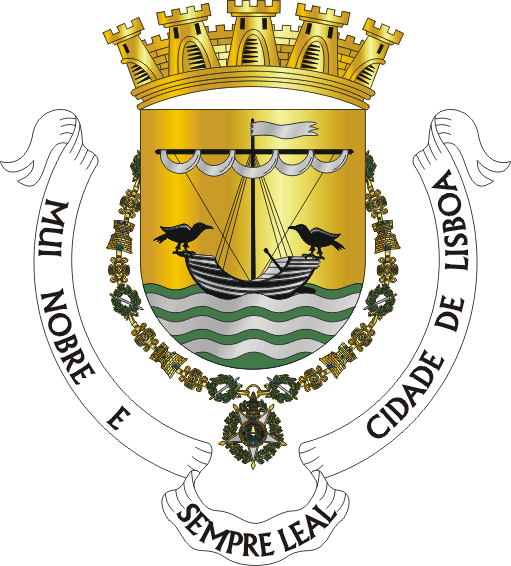
Het wapen van Lissabon

Het wapen van Lissabon werd op 28 februari 1940 officieel aan de Portugese hoofdstad Lissabon toegekend. Het wapen komt ook terug op de officiële gemeentelijke vlag.

## Geschiedenis
Het schip op het wapen verwijst naar de patroonheilige van de stad: Vincentius van Zaragoza. Volgens de legende bewaakten in de 8e eeuw een aantal raven zijn dode lichaam, dat zich op een zinkend schip bevond. Ook bij het door koning Alfons I geïnitieerde transport van het lichaam naar Lissabon zouden weer raven aanwezig zijn geweest. De raven zouden tot op heden aanwezig blijven bij zijn graf in het Klooster van São Vicente de Fora.

## Blazoenering
De blazoenering van het wapen luidt als volgt:
Escudo de ouro, com um barco exteriormente de negro realçado de prata e interiormente de prata realçado de negro, mastreado e encordoado de negro, com uma vela ferrada de cinco bolsas de prata. A popa e a proa rematadas por dois corvos de negro, afrontados. Leme de negro realçado de prata. O barco assente num mar de sete faixas ondadas, quatro de verde e três de prata. Coroa mural de ouro de cinco torres. Colar da Ordem Torre e Espada. Listel branco com os dizeres " MUI NOBRE E SEMPRE LEAL CIDADE DE LISBOA ", de negro.

Een schild van goud, beladen met een boot met zwart exterieur belegd met zilver, het zilveren interieur belegd met zwart, zwarte mast en gaffel met een vaan en een zeil opgerold in vijf zakken van zilver. Op de achtersteven en de boeg twee toegewende kraaien alles zwart. Zwart roer, gelijnd van zilver. De boot ligt op een zee van zeven golvende dwarsbalken, vier groen en drie zilver. Gouden muurkroon van vijf torens. Ketting van de Orde van de Toren en het Zwaard. Wit lint met daarop de woorden MUI NOBRE E SEMPRE LEAL CIDADE DE LISBOA (zeer nobele en immer loyale stad Lissabon).
Het wapen is goudkleurig met daarop een zwart schip, de lijnen om de planken te onderscheiden zijn zilverkleurig. De binnenzijde van het schip is van zilver en daar zijn de lijnen juist zwart. Ook de mast, gaffel, tuigage en het roer zijn zwart. Het zeil, opgerold tot vijf van de gaffel afhangende bundels, is van zilver. Op de mast staat een zilveren wimpel. Op de boeg en de achtersteven staan twee kraaien, beide naar het hart van het schild gekeerd. Het water wordt gesymboliseerd door middel van drie zilveren dwarsbalken op een golvend groen veld.
Op het schild staat een gouden muurkroon van vijf torens. Deze vijf torens geven aan dat het wapen bij een stad hoort en de kleur duidt erop dat het om de hoofdstad gaat. Rondom het schild is de keten van de Portugese ridderorde van de Toren en het Zwaard geplaatst. Onder de keten en het schild is een zilveren lint met daarop in zwarte letters het motto geplaatst.